# Charles Pannell
Thomas Charles Pannell, baron Pannell, (10 septembre 1902 - 23 mars 1980) est un homme politique du parti travailliste britannique. 

## Biographie
Il entre en politique locale dans la banlieue extérieure de Londres comme membre du Walthamstow Borough Council de 1929 à 1936 et du Erith Borough Council de 1938 à 1955, et est maire d'Erith en 1945-1946. Il siège au Kent County Council, où il est chef adjoint du groupe travailliste de 1946 à 1949 . 
Il est élu député de Leeds West lors d' une élection partielle de 1949, jusqu'à sa retraite aux élections générales de février 1974. 
Pannell est ministre des Bâtiments et des Travaux publics dans le premier gouvernement Wilson, de 1964 à 1966. 
Le 21 juin 1974, il est créé pair à vie, prenant le titre de baron Pannell, de la ville de Leeds. 